# Local 58
Local 58 est une websérie d'horreur créée par le dessinateur Kris Straub. La série est un spin-off de la creepypasta Candle Cove de Straub,.
Actuellement hébergée sur la chaîne YouTube LOCAL58TV, chaque vidéo de la série est présentée comme une séquence d'une chaîne de télévision publique fictive située dans le comté de Mason, en Virginie-Occidentale, nommée Local 58, avec l'indicatif d'appel WCLV-TV, créée à la fin des années 1930, qui est continuellement détournée pendant des décennies avec une série d'émissions inquiétantes et surréalistes.
La série utilise la dégradation vidéo et audio pour ajouter au réalisme et à la nature troublante de chaque vidéo. La série se décrit comme une « analog horror »,,, un terme qui a depuis été utilisé comme nom pour un sous-genre de niche de séries Web similaires sur le thème de la VHS, inspirées par Local 58 ou utilisant un style et des techniques similaires à ceux de la série,. La série a depuis acquis un culte.
Un site Web appelé local58.tv est créé en septembre 2021 en tant qu'extension du scénario principal. Le site Web présente une « LookBack Web Archive » similaire au service d'archives Web Wayback Machine, et propose de nombreux easter egg et points d'intrigue pour un jeu de réalité alternative associé qui offre plus de détails sur la continuité de Local 58.

## Épisodes
Local 58 se compose de douze épisodes. Les dix premiers durent entre moins d'une minute et cinq minutes, tandis que le onzième dure près de 30 minutes. Les épisodes ont été initialement téléchargés sur un site Web distinct. Cependant, depuis fin 2018, tous les épisodes sont désormais téléchargés sur YouTube.

## Développement et thèmes
Straub a publié le premier épisode de Local 58, « Weather Service », en 2015 en tant que pièce expérimentale autonome pour sa chaîne YouTube Chainsawsuit Original, dont il est copropriétaire. La pièce a reçu des commentaires positifs, ce qui a conduit Straub à en faire deux autres sur la même chaîne : « Contingency » et « You Are On the Fastest Route ». La série a également été hébergée sur le domaine Web local58.info, aujourd'hui disparu, en 2015 et a ensuite été mise en ligne sur sa propre chaîne YouTube en 2017.
Straub a utilisé iMovie pour créer les deux premiers épisodes de Local 58 et Final Cut Pro X pour les autres épisodes. Tous les éléments utilisés dans la série proviennent soit de médias d'archives du domaine public (par exemple, la musique de Local 58 des années 2000, un morceau d'archives intitulé « Entering Graciously »), soit créés par Straub lui-même à l'aide de Clip Studio, Adobe Photoshop et Adobe Flash.
Straub a confirmé sur Reddit que Local 58 est le même « Channel 58 » auquel il fait référence dans son creepypasta Candle Cove, qui a pris la forme d'un fil de discussion sur un étrange programme pour enfants du même nom diffusé sur le réseau. L'indicatif d'appel WCLV est une référence à Candle Cove (« CLV = CandLe coVe »),. Des thèmes d'autres œuvres de Straub apparaissent dans Local 58, comme le squelette animé Cadavre, qui est apparu initialement dans le webcomic de Straub Broodhollow, puis dans l'épisode de Local 58 « Show for Children ».
Bien que la série ne semble pas avoir une intrigue continue, presque chaque épisode semble inclure des références cryptiques liées à la contemplation de la Lune ou du ciel nocturne. Straub a identifié les thèmes de la série comme « l'immobilité, la méfiance envers les avertissements de sécurité, l'utilisation abusive de la perception de masse, la science parallèle qui découle d'une mauvaise intention non examinée, la pensée dogmatique ».

## Réception
Depuis ses débuts, Local 58 a inspiré la création d'autres séries aux thèmes similaires, notamment Channel 7, Analog Archives, Eventide Media Center et Gemini Home Entertainment. Il existe une certaine divergence d'opinion quant à savoir s'il s'agissait vraiment de la première série de son genre ou d'un exemple précoce d'un style qui se développait déjà. Cependant, les critiques s'accordent à dire que la série a catégoriquement défini les conventions du genre qui allaient perdurer,,. Certains spéculent également qu'elle a indirectement influencé des longs métrages tels que Skinamarink (2022) qui s'appuient fortement sur l'esthétique analogique,.
En décembre 2022, la chaîne YouTube Local 58 comptait plus de 558 000 abonnés et plus de 20 millions de vues.
Un subreddit dédié à la série a été créé le 8 août 2016, qui comptait 25 400 abonnés en décembre 2022. Straub lui-même a répondu à certaines questions sur la série sur le subreddit.
L'alerte d'urgence montrée dans "Contingency" a été comparée à la fausse alerte au missile d'Hawaï de 2018.

## Controverse
Le 4 juillet 2022, YouTube a marqué un épisode de Local 58, « Show for Children », comme « pour les enfants », ce qui désactive les commentaires des utilisateurs afin de se conformer à la loi COPPA. Après que Straub a fait appel de la décision de YouTube via le site et d'autres moyens de soutien sur les réseaux sociaux, les paramètres d'origine ont été rétablis le 6 juillet. Cela a suscité de nouvelles discussions sur le Elsagate et des inquiétudes concernant les algorithmes de modération de YouTube.